# Сидоренко, Виктор Александрович
Виктор Александрович Сидоренко (2 февраля 1936, Бердичев, Житомирская область — 2 мая 2017 Пенза) — российский писатель, драматург, публицист, журналист, художник. Член Союза писателей России. Главный редактор литературного журнала "Сура" (1992 по 2003 гг.). Заслуженный работник культуры России.

## Биография
Родился 2 февраля в 1936 году в городе Бердичев Житомирской области Украинской ССР. о время Великой Отечественной войны вся его семья была вынуждена эвакуироваться в город Сердобск Пензенской области.
После завершения обучения в школе поступил учиться, а позднее закончил Пензенское художественное училище. В 1965 году был принят на обучение во Всесоюзный государственный институт кинематографии, окончив который получил специальность драматурга.
Общий стаж трудовой деятельности составил 44 года. С 1960 года трудился художником во многих организациях Пензы и области. С 1974 по 1977 годы трудился корреспондентом в редакции "Молодой ленинец". С 1977 по 1979 годы работал в должности руководителя по оформлению музея районного посёлка Башимаково. 
С 1979 по 1992 годы трудился преподавателем в Пензенской детской художественной школе. С 1993 по 2003 годы работал главным редактором литературного журнала "Сура". 
В 1981 году в свет выходит первая его книга, которая была опубликована отдельным изданием. Виктор Сидоренко писал пьесы для кукольного театра. 
В 1976 году на Всесоюзном конкурсе на лучшую пьесу о молодежи стал лауреатом с авторской работой: «Главный разговор - завтра». В театрах Пензы, Свердловска, Перми, Вышнего Волочка она была поставлена на сцене. В 1978 году он за пьесу «Карусель» стал лауреатом премии Гостелерадио СССР . В 1998 году стал лауреатом Губернаторской премии. В 2004 году за книгу «Однажды жили мы» и творчество последних лет стал лауреатом Всероссийской литературной премии им. М. Ю. Лермонтова. В 2010 году на международном конкурсе в Монреале он стал лауреатом международного конкурса искусств в области литературы.
С 1985 года член Союза писателей СССР, а потом Член Союза писателей России. Член Союза художников России и член Союза журналистов России. 
Проживал в Пензе. Умер 2 мая 2017 года.